# Embrace of the Vampire (film, 2013)
Pour les articles homonymes, voir Embrace of the Vampire.
Pour plus de détails, voir Fiche technique et Distribution.
Embrace of the Vampire est un film d'horreur canadien réalisé par Carl Bessai, sorti directement en vidéo en 2013.

## Synopsis
Charlotte est nouvelle à l'université. Atteinte d'une maladie rare du sang, elle est membre de l'équipe d'escrime. Une de ses camarades est jalouse de l'intérêt que lui porte un professeur. De son côté, Charlotte, après une expérience lesbienne avec sa colocataire, est attirée par son professeur. C'est alors qu'elle fait des rêves étranges tandis que des meurtres ont lieu sur le campus.

## Fiche technique
- Titre : Embrace of the Vampire
- Réalisation : Carl Bessai
- scénario : Andrew C. Erin (en), Alan Mruvka (en), Sheldon Roper
- Décors :
- Costumes :
- Montage :
- Musique :
- Photographie :
- Son :
- Production :
- Sociétés de production :
- Sociétés de distribution :
- Pays d’origine :  Canada
- Langue originale : anglais canadien
- Format : couleur
- Genre : Horreur
- Lieux de tournage : Vancouver, Colombie-Britannique, Canada
- Durée : 91 minutes
- Date de sortie :
  - États-Unis : 15 octobre 2013
- Classification :
  - Royaume-Uni : interdit aux moins de 18 ans[1]

## Distribution
- Sharon Hinnendael : Charlotte Hawthorn
- Kaniehtiio Horn : Nicole (créditée comme Tiio Horn)
- C.C. Sheffield : Eliza
- Chelsey Reist : Sarah Campbell
- Victor Webster : Professor Cole / Stefan
- Robert Moloney (en) : Dr. John Duncan
- Ryan Kennedy : Chris
- Keegan Connor Tracy : Daciana
- Olivia Cheng (en) : Kelly
- Claire Smithies : Sorina
- Sarah Grey : Young Charlotte
- Aleita Northey : Young Woman
- Andrew Wheeler : Heavy Man
- John Shaw : Groundskeeper
- Steve Richmond : Mark